# Культура домовидных урн

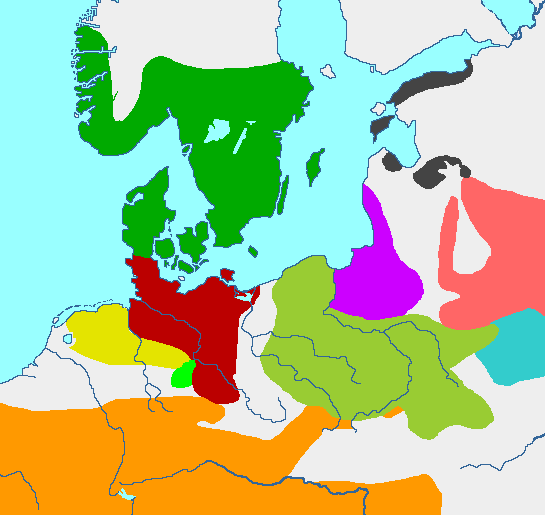
Европейские культуры раннего железного века (VII—V в. до н.э.):
— культура Харпштедт-Нинбург
— культура домовидных урн
— латенская культура
— скандинавский бронзовый век
— ясторфская культура
— поморская культура
— эстонская и балтская группа
— культура самбийских курганов
— днепро-двинская культура
— милоградская культура

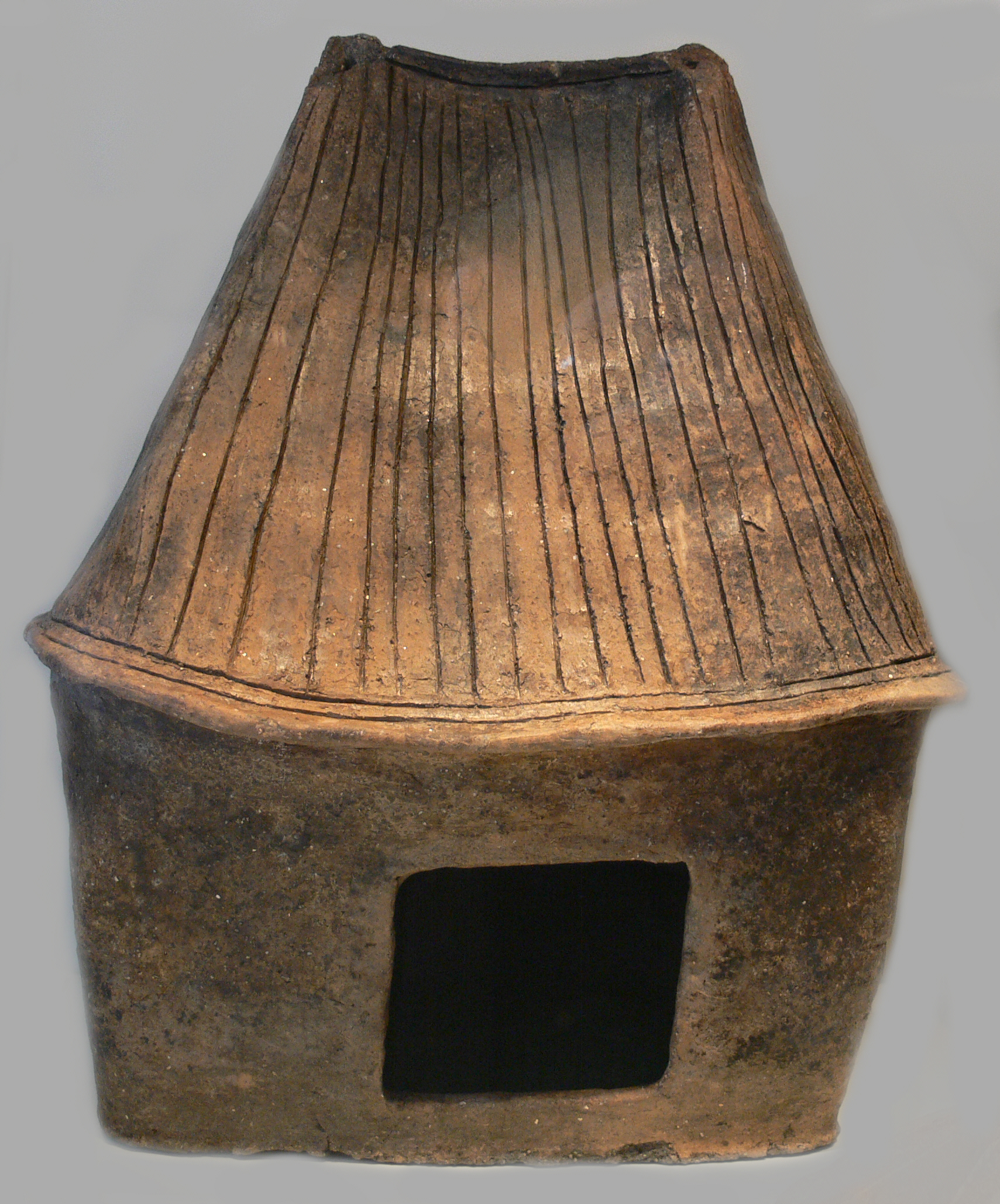
Домовидная урна, 7 в. до н. э., Саксония-Ангальт

Культура домовидных урн — культура раннего железного века. Существовала в 7 в. до н. э. в центральной Германии в районе между горами Гарц и слиянием рек Зале и Эльба. Находилась на западной периферии лужицкой культуры, существовавшей в эпоху бронзы и железа.
Характерным признаком данной культуры являются погребальные урны в виде домов. Эти урны обнаружены в захоронениях (некрополях), которые использовались до этого уже на протяжении нескольких веков. Иногда эти урны обнаруживали внутри каменных ящиков, которые ранее не встречались. По-видимому, это связано с изменением в тот период религиозных представлений. 
По мнению археологов, культура домовидных урн могла быть связана с поморской культурой, существовавшей в то же время. Связь с культурой Вилланова, существовавшей в Италии до этрусков, является спорной.